# Țările de Jos la Concursul Muzical Eurovision
Țările de Jos a fost una dintre cele șapte țări care au participat la primul Concurs Muzical Eurovision în anul 1956. Până în prezent, țara a participat de 65 de ori, absentând la patru ediții.
Cu patru victorii, Țările de Jos se află în top 10 cele de mai succes țări. Totuși, ultima victorie a fost în anul 1975, succesul continuând însă și după aceea, jumătate din intrări plasându-se în top 10. Punctaje finale notabile au fost în anii '80 și '90, țara fiind reprezentată de  Bernadette, Marcha, Gerard Joling, Humphrey Campbell, Ruth Jacott și Edsilia Rombley, toți terminând în top 10 fiind favoriți la câștig, în anii respectivi.
Țara nu a reușit să se califice în finală între 2005 și 2012, de 8 ori la rând, acesta fiind un record în concurs. Țările de Jos sunt clasate pe locul 11 în lista punctajelor acordate. Totuși în ultima perioadă, Țările de Jos a reușit să se califice în finală, obținând chiar un loc 2 în 2014, prin The Common Linnets cu piesa "Calm After The Storm".
Țările de Jos a gazduit concursul de patru ori, în anii 1958, 1970, 1976 și 1980. Primele trei găzduiri, au fost în urma câștigului din anul precedent, în timp ce in anul 1980, Israel nu a putut organiza concursul de două ori la rând.

## Participări

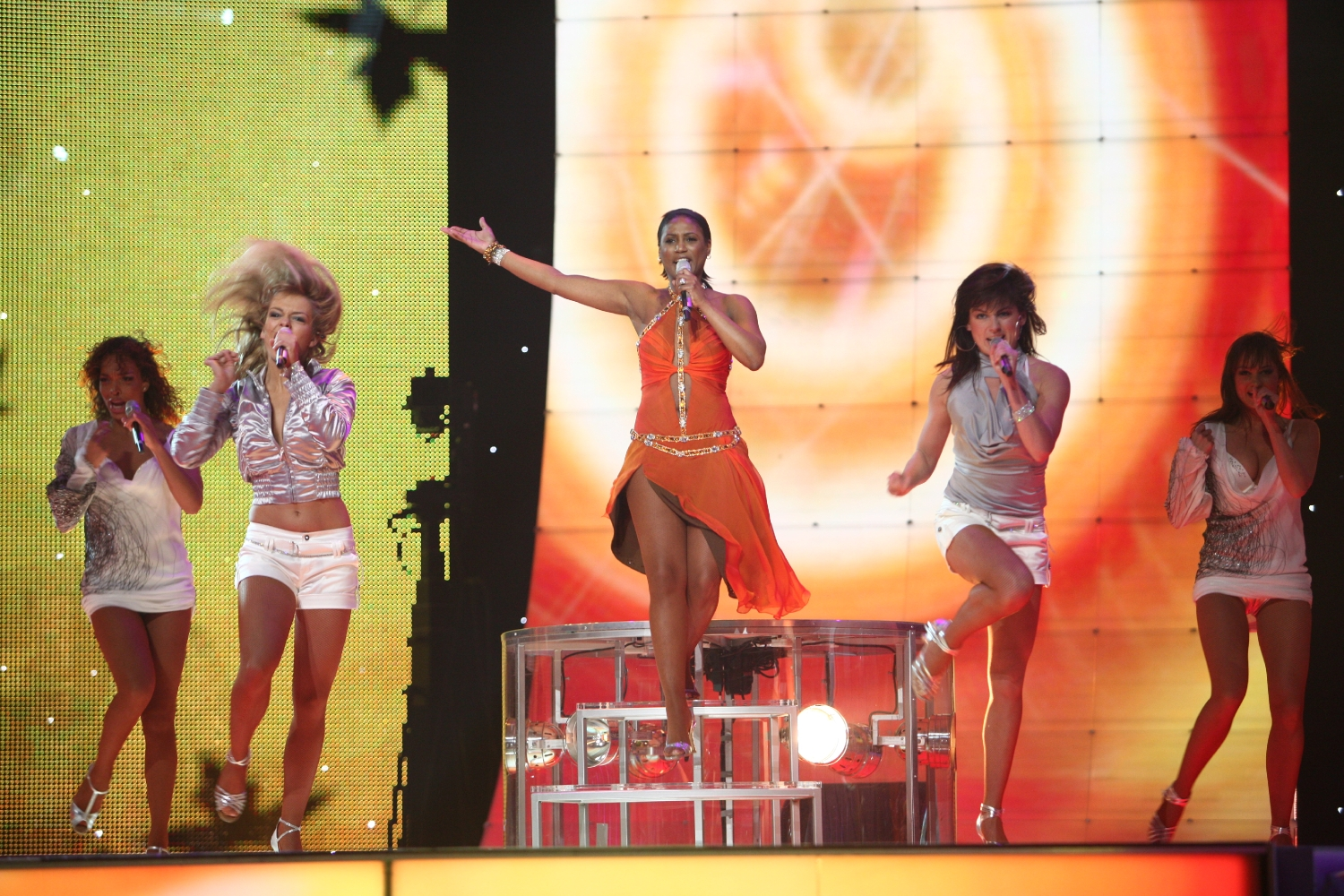
Edsilia Rombley la Helsinki (2007)

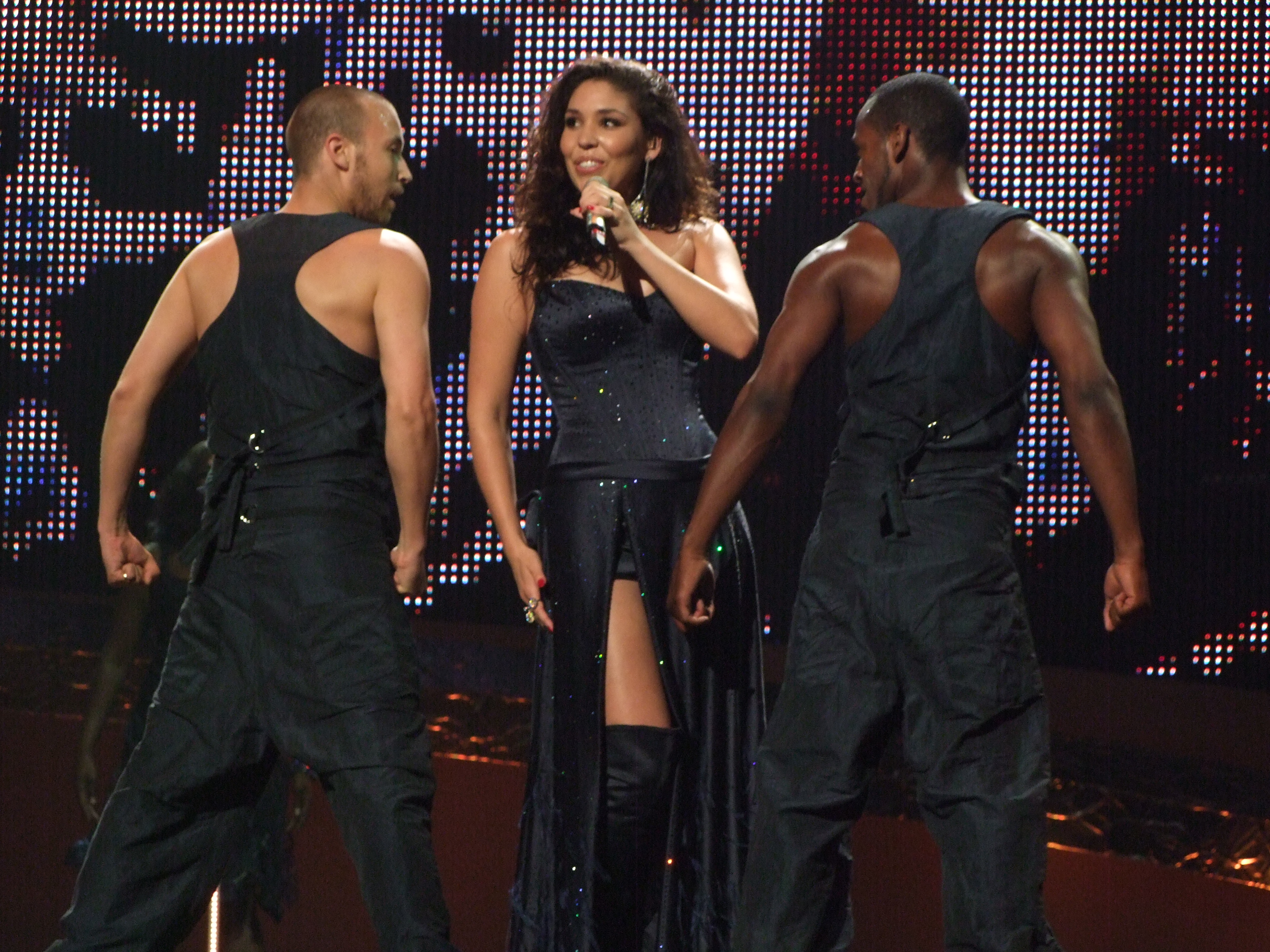
Hind la Belgrad (2008)

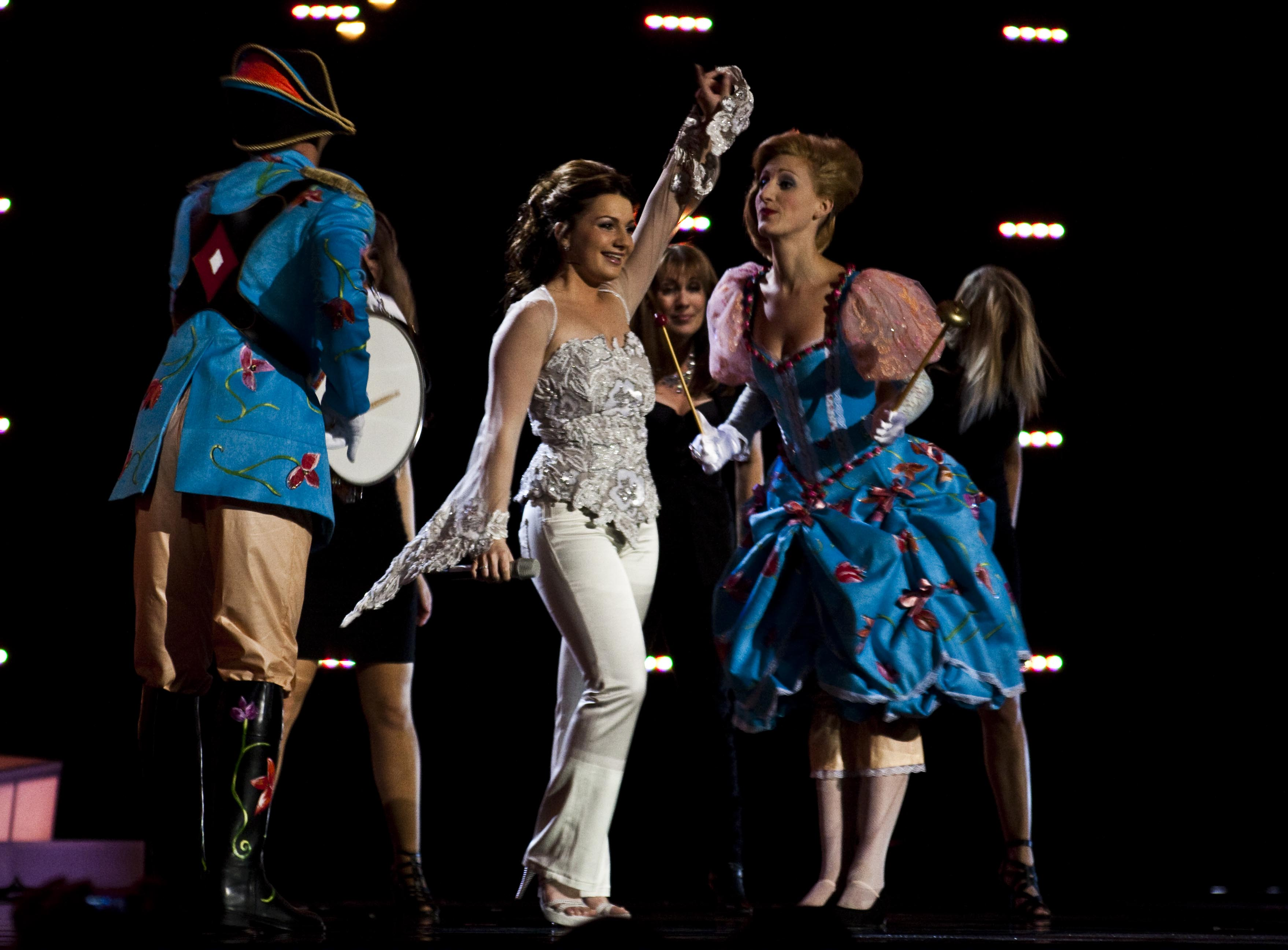
Sieneke la Oslo (2010)

| An   | Gazdă      | Artist                     | Titlu                          | Finală           | Puncte           | Semifinală | Puncte     |
| ---- | ---------- | -------------------------- | ------------------------------ | ---------------- | ---------------- | ---------- | ---------- |
| 1956 | Lugano     | Jetty Paerl                | "De vogels van Holland"        | 14               | -                |            |            |
| 1956 | Lugano     | Corry Brokken              | "Voorgoed voorbij"             | 7                | -                |            |            |
| 1957 | Frankfurt  | Corry Brokken              | "Net als toen"                 | 1                | 31               |            |            |
| 1958 | Hilversum  | Corry Brokken              | "Heel de wereld"               | 9                | 1                |            |            |
| 1959 | Cannes     | Teddy Scholten             | "Een beetje"                   | 1                | 21               |            |            |
| 1960 | Londra     | Rudi Carrell               | "Wat een geluk"                | 12               | 2                |            |            |
| 1961 | Cannes     | Greetje Kauffeld           | "Wat een dag"                  | 10               | 6                |            |            |
| 1962 | Luxemburg  | De Spelbrekers             | "Katinka"                      | 13               | 0                |            |            |
| 1963 | Londra     | Annie Palmen               | "Een speeldoos"                | 13               | 0                |            |            |
| 1964 | Copenhaga  | Anneke Grönloh             | "Jij bent mijn leven"          | 10               | 2                |            |            |
| 1965 | Napoli     | Conny Vandenbos            | "'t Is genoeg"                 | 11               | 5                |            |            |
| 1966 | Luxemburg  | Milly Scott                | "Fernando en Filippo"          | 15               | 2                |            |            |
| 1967 | Viena      | Thérèse Steinmetz          | "Ring-dinge-ding"              | 14               | 2                |            |            |
| 1968 | Londra     | Ronnie Tober               | Morgen"                        | 16               | 1                |            |            |
| 1969 | Madrid     | Lenny Kuhr                 | "De troubadour"                | 1                | 18               |            |            |
| 1970 | Amsterdam  | Hearts of Soul             | "Waterman"                     | 7                | 7                |            |            |
| 1971 | Dublin     | Saskia & Serge             | "Tijd"                         | 6                | 85               |            |            |
| 1972 | Edinburgh  | Sandra & Andres            | "Als het om de liefde gaat"    | 4                | 106              |            |            |
| 1973 | Luxemburg  | Ben Cramer                 | "De oude muzikant"             | 14               | 69               |            |            |
| 1974 | Brighton   | Mouth & MacNeal            | "I See A Star"                 | 3                | 15               |            |            |
| 1975 | Stockholm  | Teach-In                   | "Ding-a-dong"                  | 1                | 152              |            |            |
| 1976 | Haga       | Sandra Reemer              | "The Party's Over"             | 9                | 56               |            |            |
| 1977 | Londra     | Heddy Lester               | "De mallemolen"                | 12               | 35               |            |            |
| 1978 | Paris      | Harmony                    | "'t Is OK"                     | 13               | 37               |            |            |
| 1979 | Ierusalim  | Xandra                     | "Colorado"                     | 12               | 51               |            |            |
| 1980 | Haga       | Maggie MacNeal             | "Amsterdam"                    | 5                | 93               |            |            |
| 1981 | Dublin     | Linda Williams             | "Het is een wonder"            | 9                | 51               |            |            |
| 1982 | Harrogate  | Bill van Dijk              | "Jij en ik"                    | 16               | 8                |            |            |
| 1983 | München    | Bernadette                 | "Sing Me a Song"               | 7                | 66               |            |            |
| 1984 | Luxemburg  | Maribelle                  | "Ik hou van jou"               | 13               | 34               |            |            |
| 1986 | Bergen     | Frizzle Sizzle             | "Alles heeft ritme"            | 13               | 40               |            |            |
| 1987 | Bruxelles  | Marcha                     | "Rechtop in de wind"           | 5                | 83               |            |            |
| 1988 | Dublin     | Gerard Joling              | "Shangri-La"                   | 9                | 70               |            |            |
| 1989 | Lausanne   | Justine Pelmelay           | "Blijf zoals je bent"          | 15               | 45               |            |            |
| 1990 | Zagreb     | Maywood                    | "Ik wil alles met je delen"    | 15               | 25               |            |            |
| 1992 | Malmö      | Humphrey Campbell          | "Wijs me de weg"               | 9                | 67               |            |            |
| 1993 | Millstreet | Ruth Jacott                | "Vrede"                        | 6                | 92               |            |            |
| 1994 | Dublin     | Willeke Alberti            | "Waar is de zon?"              | 23               | 4                |            |            |
| 1996 | Oslo       | Maxine & Franklin Brown    | "De eerste keer"               | 7                | 78               |            |            |
| 1997 | Dublin     | Mrs. Einstein              | "Niemand heeft nog tijd"       | 22               | 5                |            |            |
| 1998 | Birmingham | Edsilia Rombley            | "Hemel en aarde"               | 4                | 150              |            |            |
| 1999 | Ierusalim  | Marlayne                   | "One Good Reason"              | 8                | 71               |            |            |
| 2000 | Stockholm  | Linda Wagenmakers          | "No Goodbyes"                  | 13               | 40               |            |            |
| 2001 | Copenhaga  | Michelle                   | "Out On My Own"                | 18               | 16               |            |            |
| 2003 | Riga       | Esther Hart                | "One More Night"               | 13               | 45               |            |            |
| 2004 | Istanbul   | Re-Union                   | "Without You"                  | 20               | 11               | 6          | 146        |
| 2005 | Kiev       | Glennis Grace              | "My Impossible Dream"          | Nu s-a calificat | Nu s-a calificat | 14         | 53         |
| 2006 | Atena      | Treble                     | "Amambanda"                    | Nu s-a calificat | Nu s-a calificat | 20         | 23         |
| 2007 | Helsinki   | Edsilia Rombley            | "On Top of the World"          | Nu s-a calificat | Nu s-a calificat | 21         | 38         |
| 2008 | Belgrad    | Hind                       | "Your Heart Belongs to Me"     | Nu s-a calificat | Nu s-a calificat | 13         | 27         |
| 2009 | Moscova    | De Toppers                 | "Shine"                        | Nu s-a calificat | Nu s-a calificat | 17         | 11         |
| 2010 | Oslo       | Sieneke                    | "Ik ben verliefd (Sha-la-lie)" | Nu s-a calificat | Nu s-a calificat | 14         | 29         |
| 2011 | Düsseldorf | 3JS                        | "Never Alone"                  | Nu s-a calificat | Nu s-a calificat | 19         | 13         |
| 2012 | Baku       | Joan Franka                | "You and Me"                   | Nu s-a calificat | Nu s-a calificat | 15         | 35         |
| 2013 | Malmö      | Anouk                      | "Birds"                        | 9                | 114              | 6          | 75         |
| 2014 | Copenhaga  | The Common Linnets         | "Calm After The Storm"         | 2                | 238              | 1          | 150        |
| 2015 | Viena      | Trijntje Oosterhuis        | "Walk Along"                   | Nu s-a calificat | Nu s-a calificat | 14         | 33         |
| 2016 | Stockholm  | Douwe Bob                  | "Slow Down"                    | 11               | 153              | 5          | 197        |
| 2017 | Kiev       | O'G3NE                     | "Lights And Shadows"           | 11               | 150              | 4          | 200        |
| 2018 | Lisabona   | Waylon                     | "Outlaw In 'Em"                | 18               | 121              | 7          | 174        |
| 2019 | Tel Aviv   | Duncan Laurence            | "Arcade"                       | 1                | 498              | 1          | 280        |
| 2020 | Rotterdam  | Jeangu Macrooy             | "Grow"                         | Anulat           | Anulat           | Anulat     | Anulat     |
| 2021 | Rotterdam  | Jeangu Macrooy             | "Birth of a New Age"           | 23               | 11               | Țară gazdă | Țară gazdă |
| 2022 | Torino     | S10                        | "De diepte"                    | 11               | 171              | 2          | 221        |
| 2023 | Liverpool  | Mia Nicolai și Dion Cooper | "Burning Daylight"             | Nu s-a calificat | Nu s-a calificat | 13         | 7          |
| 2024 | Malmö      | Joost Klein                | "Europapa"                     | Descalificat     | Descalificat     | 2          | 182        |
| 2025 | Basel      | Claude                     | "C'est la vie"                 | 12               | 175              | 3          | 121        |

## Gazdă

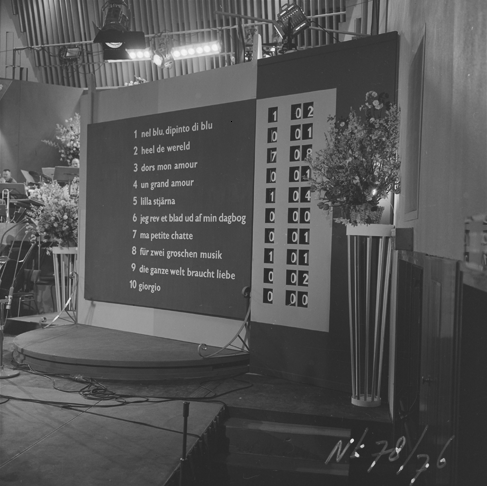
Tabela din 1958

| An   | Oraș      | Locație        | Prezentatori                                                 |
| ---- | --------- | -------------- | ------------------------------------------------------------ |
| 1958 | Hilversum | AVRO           | Hannie Lips                                                  |
| 1970 | Amsterdam | Congrescentrum | Willy Dobbe                                                  |
| 1976 | Haga      | Congresgebouw  | Corry Brokken                                                |
| 1980 | Haga      | Congresgebouw  | Marlous Fluitsma                                             |
| 2021 | Rotterdam | Rotterdam Ahoy | Chantal Janzen, Edsilia Rombley, Jan Smit și Nikkie de Jager |